# Hent I.
Hent I. (Kentap) je bila egipatska kraljica supruga 1. dinastije. Bila je žena 2. faraona ujedinjenog Egipta, Horusa-Ahe, s kojim je bila majka troje djeca - budućeg faraona Džera, Herneit i Šeš II.